# Sébastien Fournier
Sébastien Fournier (ur. 27 czerwca 1971 w Nendaz) – szwajcarski piłkarz grający na pozycji środkowego pomocnika.

## Kariera klubowa
Fournier był wychowankiem klubu FC Sion. W sezonie 1987/1988 zadebiutował w jego barwach w szwajcarskiej pierwszej lidze. Swoje pierwsze sukcesy w tym klubie osiągnął w sezonie 1990/1991, gdy wywalczył ze Sionem wicemistrzostwo Szwajcarii. Zdobył także Puchar Szwajcarii, dzięki zwycięstwu 3:2 w finale nad BSC Young Boys. W sezonie 1991/1992 był już podstawowym zawodnikiem Sionu i wywalczył z tym klubem pierwsze w historii mistrzostwo Szwajcarii. Swój kolejny sukces Sébastien osiągnął w 1995 zdobywając po raz kolejny krajowy puchar, a rok później obronił to trofeum. W 1996 roku odszedł z zespołu.
Następnym klubem w karierze Fourniera był niemiecki VfB Stuttgart. W niemieckiej Bundeslidze Szwajcar zadebiutował 8 września 1996 roku w wygranym 4:0 domowym spotkaniu z 1. FC Köln. W 81. minucie spotkania zmienił Gerharda Poschnera. Nie potrafił jednak przebić się do podstawowego składu zespołu prowadzonego przez Joachima Löwa i w całym sezonie 1996/1997 rozegrał tylko 11 spotkań i w lecie 1997 powrócił do ojczyzny.
Fournier podpisał kontrakt z zespołem Servette FC i stał się jego podstawowym zawodnikiem w sezonie 1997/1998. W sezonie 1998/1999 wywalczył mistrzostwo Szwajcarii, swoje drugie w karierze, natomiast w 2001 roku drużyna z Genewy wygrała 3:0 w finale Pucharu Szwajcarii z Yverdon-Sport FC i zdobyła to trofeum po raz siódmy w swojej historii. W sezonie 2003/2004 Fournier z powodu kontuzji nie rozegrał żadnego spotkania i zdecydował się wówczas zakończyć piłkarską karierę. W tamtej chwili liczył sobie 33 lata.
| Sezon   | Klub          | Kraj       | Rozgrywki          | Mecze | Bramki |
| ------- | ------------- | ---------- | ------------------ | ----- | ------ |
| 1987/88 | FC Sion       | Szwajcaria | Nationalliga A     | 7     | 0      |
| 1988/89 | FC Sion       | Szwajcaria | Nationalliga A     | 14    | 1      |
| 1989/90 | FC Sion       | Szwajcaria | Nationalliga A     | 23    | 1      |
| 1990/91 | FC Sion       | Szwajcaria | Nationalliga A     | 9     | 1      |
| 1991/92 | FC Sion       | Szwajcaria | Nationalliga A     | 27    | 1      |
| 1992/93 | FC Sion       | Szwajcaria | Nationalliga A     | 17    | 0      |
| 1993/94 | FC Sion       | Szwajcaria | Nationalliga A     | 32    | 3      |
| 1994/95 | FC Sion       | Szwajcaria | Nationalliga A     | 30    | 2      |
| 1995/96 | FC Sion       | Szwajcaria | Nationalliga A     | 31    | 1      |
| 1996/97 | VfB Stuttgart | Niemcy     | Bundesliga         | 11    | 0      |
| 1997/98 | Servette FC   | Szwajcaria | Nationalliga A     | 30    | 1      |
| 1998/99 | Servette FC   | Szwajcaria | Nationalliga A     | 27    | 1      |
| 1999/00 | Servette FC   | Szwajcaria | Nationalliga A     | 6     | 0      |
| 2000/01 | Servette FC   | Szwajcaria | Nationalliga A     | 21    | 0      |
| 2001/02 | Servette FC   | Szwajcaria | Nationalliga A     | 27    | 1      |
| 2002/03 | Servette FC   | Szwajcaria | Nationalliga A     | 9     | 1      |
| 2003/04 | Servette FC   | Szwajcaria | Swiss Super League | 0     | 0      |

## Kariera reprezentacyjna
W reprezentacji Szwajcarii Fournier zadebiutował 22 stycznia 1994 roku w zremisowanym 1:1 towarzyskim meczu ze Stanami Zjednoczonymi i w 64. minucie zdobył gola. W tym samym roku został powołany przez selekcjonera Roya Hodgsona do kadry na Mistrzostwa Świata w Stanach Zjednoczonych. Tam Sébastien był rezerwowym i nie wystąpił w żadnym z meczów Helwetów. Z kolei w 1996 roku na Euro 96 jego dorobek wyniósł 46 minut meczu ze Szkocją (0:1). Swój ostatni mecz w reprezentacji Fournier rozegrał w 2002 roku, a łącznie wystąpił w niej 40 razy i strzelił 3 gole.